# Xoriguer de les Seychelles
El xoriguer de les Seychelles (Falco araeus) és un ocell rapinyaire de la família dels falcònids (Falconidae) que habita zones boscoses, terres de conreu i encara edificis de les illes Seychelles. El seu estat de conservació es considera vulnerable a l'extinció.